# Ronald Hutton
Ronald Edmund Hutton CBE FSA FRHistS FLSW FBA (født 19. december 1953) er en britisk historiker, der er specialiseret i tidlig moderne Storbritannien, britisk folkeminde, præ-kristen religion og moderne hedenskab. Han er professor ved University of Bristol, og har skrevet adskillige bøger. Han har siden medvirket i en række tv-udsendelser og radioprogrammer. Han er fellow på Magdalen College ved University of Oxford, og Commissioner ved English Heritage.
Han blev født i Ootacamund, Indien, men hans familie flyttede tilbage til England, hvor han gik i skole i Ilford og blev interesseret i arkæologi. Han var frvillig ved en række arkæologiske udgravninger i 1976, og han besøgte mange af landets gravkamre. Han læste historie Pembroke College ved University of Cambridge og herefter på Magdalen College ved, University of Oxford før han blev lektor på University of Bristol fra 1981. Han specialiserede sig i det tidlige moderne Storbritanniens historie og skrev tre bøger om emnet The Royalist War Effort (1981), The Restoration (1985) ogCharles the Second (1990).
Han udgav herefter en række bøger om historisk hedenskab, folkeminde og nyhedenskab i Storbritannien: The Pagan Religions of the Ancient British Isles (1991), The Rise and Fall of Merry England (1994), The Stations of the Sun (1996) og The Triumph of the Moon (1999), hvor sidstnævnte blev en vigtig bog inden for studier i hedenskab. Hans efterfølgende værker inkluderer Shamans (2001), der omhandler sibirisk shamanisme i den vestlige fantasi; Witches, Druids and King Arthur (2003), en samling essay om folkeminde og hedenskab, og herefter to bøger om druiders rolle i den britiske bevidsthed; The Druids (2007) og Blood and Mistletoe (2009).
Han blev valgt som Fellow ved Learned Society of Wales i 2011, og fellow ved British Academy i 2013. Hutton blev udnævnt som Gresham Professor of Divinity i 2022.

### Bøger
| Titel                                                                             | År   | Forlag                                        | ISBN              |
| --------------------------------------------------------------------------------- | ---- | --------------------------------------------- | ----------------- |
| The Royalist War Effort 1642–1646                                                 | 1982 | Routledge (London)                            |                   |
| The Restoration: A Political and Religious History of England and Wales 1658–1667 | 1985 | Clarendon                                     | 0-19-822698-5     |
| Charles the Second, King of England, Scotland and Ireland                         | 1989 | Clarendon                                     | 0-19-822911-9     |
| The British Republic 1649–1660                                                    | 1990 | Palgrave Macmillan                            |                   |
| The Pagan Religions of the Ancient British Isles: Their Nature and Legacy         | 1991 | Blackwell (Oxford and Cambridge)              | 0-631-18946-7     |
| The Rise and Fall of Merry England: The Ritual Year 1400–1700                     | 1994 | Oxford University Press (Oxford and New York) | 9 780198-203636   |
| The Stations of the Sun: A History of the Ritual Year in Britain                  | 1996 | Oxford University Press (Oxford and New York) |                   |
| The Triumph of the Moon: A History of Modern Pagan Witchcraft                     | 1999 | Oxford University Press (Oxford and New York) | 9 780198 207443   |
| Shamans: Siberian Spirituality and the Western Imagination                        | 2001 | Hambledon and London (London and New York)    | 1-85295-324-7     |
| Witches, Druids and King Arthur                                                   | 2003 | Hambledon                                     |                   |
| Debates in Stuart History                                                         | 2004 | Palgrave Macmillan                            |                   |
| The Druids: A History                                                             | 2007 | Hambledon Continuum                           |                   |
| Blood and Mistletoe: The History of the Druids in Britain                         | 2009 | Yale University Press (London)                | 978-0-300-14485-7 |
| A Brief History of Britain 1485–1660: The Tudor and Stuart Dynasties              | 2011 | Robinson                                      | 978-1845297046    |
| Pagan Britain                                                                     | 2013 | Oxford University Press                       | 978-0300197716    |
| The Witch: A History of Fear, from Ancient Times to the Present                   | 2017 | Yale University Press                         | 978-0300229042    |
| The Making of Oliver Cromwell                                                     | 2021 | Yale University Press                         | 978-0300257458    |
| Queens of the Wild: Pagan Goddesses in Christian Europe: An Investigation         | 2022 | Yale University Press                         | 978-0300261011    |

### Tidsskriftartikler
- "Romano-British Reuse of Prehistoric Ritual Sites" in Britannia Vol. 42 (2011), pp. 1–22.

### Bånd
- England's Haunted Hills the Cotswolds, 1991, Educational Excursions 1-878877-06-2

## Dokumentarer
- Britain's Wicca Man, dokumentar om Wicca og Gerald Gardener, 2012.[4]
- A Very British Witchcraft, dokumentar, 2013.[5]
- Professor Hutton's Curiosities, dokumentarserie, 2013.[6]

### Som medvirkende
- Scariest Places on Earth
- Unsolved Mysteries (Episode #10.3, 1998)[7]
- Ghosthunters (tv-serie)
- Tales from the Green Valley
- Edwardian Farm
- Victorian Farm
- Tudor Monastery Farm
- The Pagans
- Ancient Aliens
- Secrets of Great British Castles
- The Pendle Witch Child
- Cunk On Britain